# NGC 579
NGC 579 (również PGC 5691 lub UGC 1089) – galaktyka spiralna (Sc), znajdująca się w gwiazdozbiorze Trójkąta. Odkrył ją John Herschel 22 listopada 1827 roku.
Do tej pory w galaktyce zaobserwowano jedną supernową – SN 2007pk.